# Трикервіль
Трикерві́ль, Трікервіль (фр. Triquerville) — колишній муніципалітет у Франції, у регіоні Нормандія, департамент Приморська Сена. Населення — 371 особа (2011).
Муніципалітет був розташований на відстані близько 145 км на північний захід від Парижа, 35 км на захід від Руана.

## Історія
До 2015 року муніципалітет перебував у складі регіону Верхня Нормандія. Від 1 січня 2016 року належав до нового об'єднаного регіону Нормандія.
1 січня 2016 року Трикервіль, Обервіль-ла-Кампань, Нотр-Дам-де-Граваншон i Туффревіль-ла-Кабль було об'єднано в новий муніципалітет Пор-Жером-сюр-Сен.

## Демографія
Динаміка населення (INSEE ):
Розподіл населення за віком та статтю (2006):
| Стать | Всього | До 15 років | 15-24 | 25-44 | 45-64 | 65-85 | Понад 85 |
| --- | ------ | ----------- | ----- | ----- | ----- | ----- | -------- |
| Чоловіки | 180    | 32          | 24    | 48    | 64    | 12    | 0        |
| Жінки | 200    | 52          | 16    | 68    | 56    | 8     | 0        |
| \| Статево-вікова піраміда \| Статево-вікова піраміда \| Статево-вікова піраміда \| \| ----------------------- \| ----------------------- \| ----------------------- \| \| Чоловіки \| Вік \| Жінки \| \| 0 \| 85 + \| 0 \| \| 0 \| 80-84 \| 0 \| \| 8 \| 75-79 \| 0 \| \| 4 \| 70-74 \| 8 \| \| 0 \| 65-69 \| 0 \| \| 16 \| 60-64 \| 4 \| \| 8 \| 55-59 \| 28 \| \| 24 \| 50-54 \| 8 \| \| 16 \| 45-49 \| 16 \| \| 24 \| 40-44 \| 28 \| \| 4 \| 35-39 \| 16 \| \| 8 \| 30-34 \| 12 \| \| 12 \| 25-29 \| 12 \| \| 16 \| 20-24 \| 0 \| \| 8 \| 15-20 \| 16 \| \| 8 \| 10-14 \| 12 \| \| 8 \| 5-9 \| 20 \| \| 16 \| 0-4 \| 20 \| |        |             |       |       |       |       |          |
| Статево-вікова піраміда |        |             |       |       |       |       |          |
| Чоловіки | Вік    | Жінки       |       |       |       |       |          |
| 0 | 85 +   | 0           |       |       |       |       |          |
| 0 | 80-84  | 0           |       |       |       |       |          |
| 8 | 75-79  | 0           |       |       |       |       |          |
| 4 | 70-74  | 8           |       |       |       |       |          |
| 0 | 65-69  | 0           |       |       |       |       |          |
| 16 | 60-64  | 4           |       |       |       |       |          |
| 8 | 55-59  | 28          |       |       |       |       |          |
| 24 | 50-54  | 8           |       |       |       |       |          |
| 16 | 45-49  | 16          |       |       |       |       |          |
| 24 | 40-44  | 28          |       |       |       |       |          |
| 4 | 35-39  | 16          |       |       |       |       |          |
| 8 | 30-34  | 12          |       |       |       |       |          |
| 12 | 25-29  | 12          |       |       |       |       |          |
| 16 | 20-24  | 0           |       |       |       |       |          |
| 8 | 15-20  | 16          |       |       |       |       |          |
| 8 | 10-14  | 12          |       |       |       |       |          |
| 8 | 5-9    | 20          |       |       |       |       |          |
| 16 | 0-4    | 20          |       |       |       |       |          |

## Економіка
2010 року серед 254 осіб працездатного віку (15—64 років) 179 були активними, 75 — неактивними (показник активності 70,5%, у 1999 році було 66,1%). З 179 активних мешканців працювало 167 осіб (90 чоловіків та 77 жінок), безробітними було 12 (5 чоловіків та 7 жінок). Серед 75 неактивних 19 осіб було учнями чи студентами, 32 — пенсіонерами, 24 були неактивними з інших причин.
У 2010 році в муніципалітеті числилось 135 оподаткованих домогосподарств, у яких проживали 378,0 особи, медіана доходів виносила 22 706 євро на одного особоспоживача.